# Ćukovac (Kneževo)
Pour les articles homonymes, voir Ćukovac.
Ćukovac (en serbe cyrillique : Ћуковац) est un village de Bosnie-Herzégovine. Il est situé dans la municipalité de Kneževo et dans la république serbe de Bosnie. Selon les premiers résultats du recensement bosnien de 2013, il compte 69 habitants.

## Démographie

### Évolution historique de la population dans la localité
| 1948 | 1953 | 1961 | 1971 | 1981 | 1991 | 2013 |
| ---- | ---- | ---- | ---- | ---- | ---- | ---- |
| -    | -    | 188  | 177  | 170  | 152, | 69   |

|  |

### Répartition de la population par nationalités (1991)
En 1991, les 152 habitants du village étaient tous serbes.